# Волфганг Ишингер
Волфганг Фридрих Ишингер (6. април 1946, Ниртинген) је немачки дипломата. Од марта 2006. се налази на месту амбасадора Немачке у Уједињеном Краљевству. Од 2001. до 2006. био је амбасадор Немачке у САД.
Студирао је право на универзитетима у Бону и Женеви као и међународно право на Харварду. Од 1973. до 1975. био је сарадник у кабинету Генералног секретара УН-а Курта Валдхајма. 1995. године је учествовао у политичким преговорима у Дејтону којима је окончан грађански рат у Босни. 2007. године био је представник ЕУ у преговорима о статусу Косова, поред Френка Џ. Визнера испред САД и Александра Боцана Харченка испред Русије.
Ишингер је био државни секртар у министрству спољних послова Немачке у време мандата Јошке Фишера. Такође ја радио и на стварању Пакта за стабилност Југоисточне Европе.
У другом браку је ожењен Јутом Фалке и има троје деце.